# Baseball az 1992. évi nyári olimpiai játékokon
Az 1992. évi nyári olimpiai játékokon rendezték meg az első hivatalos baseballtornát az olimpiák történetében. Korábban többször (1912, 1936, 1952, 1956, 1964, 1984, 1988) szerepelt már bemutató számként.
(A baseball amerikai eredetű játék, bázislabdának lehet fordítani, negyed körcikk alakú pályán játsszák. Női változata a softball.)
A tornát július 26. és augusztus 5. között játszották, 8 nemzet részvételével.

## Éremtáblázat
(Az egyes számoszlopok legmagasabb értéke vagy értékei vastagítással kiemelve.)
| Az 1992. évi nyári olimpiai játékok éremtáblázata baseballban | Az 1992. évi nyári olimpiai játékok éremtáblázata baseballban | Az 1992. évi nyári olimpiai játékok éremtáblázata baseballban | Az 1992. évi nyári olimpiai játékok éremtáblázata baseballban | Az 1992. évi nyári olimpiai játékok éremtáblázata baseballban | Olimpia  |
| ------------------------------------------------------------- | ------------------------------------------------------------- | ------------------------------------------------------------- | ------------------------------------------------------------- | ------------------------------------------------------------- | -------- |
|                                                               | Ország                                                        | Arany                                                         | Ezüst                                                         | Bronz                                                         | Összesen |
| 1.                                                            | Kuba (CUB)                                                    | 1                                                             | 0                                                             | 0                                                             | 1        |
|                                                               |                                                               |                                                               |                                                               |                                                               |          |
| 2.                                                            | Tajvan (TPE)                                                  | 0                                                             | 1                                                             | 0                                                             | 1        |
|                                                               |                                                               |                                                               |                                                               |                                                               |          |
| 3.                                                            | Japán (JPN)                                                   | 0                                                             | 0                                                             | 1                                                             | 1        |
|                                                               |                                                               |                                                               |                                                               |                                                               |          |
| Összesen                                                      | Összesen                                                      | 1                                                             | 1                                                             | 1                                                             | 3        |

## Érmesek
| Az 1992. évi nyári olimpiai játékok érmesei baseballban | Az 1992. évi nyári olimpiai játékok érmesei baseballban | Az 1992. évi nyári olimpiai játékok érmesei baseballban | Az 1992. évi nyári olimpiai játékok érmesei baseballban |
| --- | --- | --- | ------------------------------------------------------- |
| Arany | Ezüst | Bronz |                                                         |
| Kuba (CUB) | Tajvan (TPE) | Japán (JPN) |                                                         |
| Omar Ajete Rolando Arrojo José Delgado Giorge Díaz José Antonio Estrada Osvaldo Fernández Lourdes Gourriel Orlando Hernández Alberto Hernández Orestes Kindelán Omar Linares Germán Mesa Victor Mesa Antonio Pacheco Juan Padilla Juan Carlos Pérez Luis Ulacia Ermidelio Urrutia Jorge Luis Valdés Lázaro Vargas | Csang Cseng-hszien (Chang Cheng-Hsien) Csang Ven-cung (Chang Wen-Chung) Csang Jao-teng (Chang Yaw-Teing) Csen Cse-hszin (Chen Chi-Hsin) Csen Vej-cseng (Chen Wei-Chen) Csiang Taj-csüan (Chiang Tai-Chuan) Huang Csung-ji (Huang Chung-Yi) Huang Ven-po (Huang Wen-Po) Csung Jü-cseng (Jong Yeu-Jeng) Ku Kuo-csien (Ku Kuo-Chian) Kuo-Li Csien-fu (Kuo Lee Chien-Fu) Liao Min-hsziung (Liao Ming-Hsiung) Lin Csao-huang (Lin Chao-Huang) Lin Kun-han (Lin Kun-Han) Luo Csen-zsung (Lo Chen-Jung) Luo Kuo-csang (Lo Kuo-Chong) Paj Kun-hung (Pai Kun-Hong) Caj Ming-hung (Tsai Ming-Hung) Vang Kuang-hszi (Wang Kuang-Shih) Vu Sze-cse (Wu Shi-Hsin) | Itó Tomohito Kavabata Sinicsiró Kodzsima Hirotami Kohijama Maszahito Kokubo Hiroki Miva Takasi Nakamoto Hirosi Nisi Maszafumi Nisijama Kazutaka Ósima Kóicsi Szakagucsi Hirojuki Szató Jaszuhiro Szató Sinicsi Szugijama Kento Szugiura Maszanori Takami Jaszunori Tógó Akihiro Tokunaga Kódzsi Vakabajasi Sigeki Vatanabe Kacumi |                                                         |

## Lebonyolítás
A 8 résztvevő egy csoportban szerepelt, a csoport végeredményét körmérkőzések döntötték el. Az első négy helyezett jutott tovább az elődöntőbe, ahol az első és a negyedik helyezett, valamint a második és a harmadik helyezett játszott egymással. A két győztes játszotta a döntőt, a vesztesek a bronzéremért mérkőzhettek.

## Csoportkör
| Színmagyarázat                                             |
| ---------------------------------------------------------- |
| A csoportkör első négy helyezettje bejutott az elődöntőbe. |
| A csoportkör utolsó négy helyezettje kiesett.              |

| Csapat                | M | Gy | V | P+ | P– | Pk  |
| --------------------- | - | -- | - | -- | -- | --- |
| Kuba                  | 7 | 7  | 0 | 78 | 14 | +64 |
| Japán                 | 7 | 5  | 2 | 60 | 15 | +45 |
| Tajvan                | 7 | 5  | 2 | 61 | 21 | +40 |
| Egyesült Államok      | 7 | 5  | 2 | 49 | 28 | +21 |
| Puerto Rico           | 7 | 2  | 5 | 22 | 48 | –26 |
| Dominikai Köztársaság | 7 | 2  | 5 | 23 | 60 | –37 |
| Olaszország           | 7 | 1  | 6 | 25 | 62 | –37 |
| Spanyolország         | 7 | 1  | 6 | 15 | 85 | –70 |

| 1992. július 26. |  | Kuba | 8 – 0 | Dominikai Köztársaság |  |  |
| 1992. július 26. |  |      |       |                       |  |  |

| 1992. július 26. |  | Tajvan | 8 – 2 | Olaszország |  |  |
| 1992. július 26. |  |        |       |             |  |  |

| 1992. július 26. |  | Puerto Rico | 0 – 9 | Japán |  |  |
| 1992. július 26. |  |             |       |       |  |  |

| 1992. július 26. |  | Spanyolország | 1 – 4 | Egyesült Államok |  |  |
| 1992. július 26. |  |               |       |                  |  |  |

| 1992. július 27. |  | Kuba | 18 – 1 | Olaszország |  |  |
| 1992. július 27. |  |      |        |             |  |  |

| 1992. július 27. |  | Egyesült Államok | 10 – 9 | Tajvan |  |  |
| 1992. július 27. |  |                  |        |        |  |  |

| 1992. július 27. |  | Japán | 12 – 1 | Spanyolország |  |  |
| 1992. július 27. |  |       |        |               |  |  |

| 1992. július 27. |  | Puerto Rico | 7 – 5 | Dominikai Köztársaság |  |  |
| 1992. július 27. |  |             |       |                       |  |  |

| 1992. július 28. |  | Egyesült Államok | 10 – 0 | Olaszország |  |  |
| 1992. július 28. |  |                  |        |             |  |  |

| 1992. július 28. |  | Tajvan | 10 – 1 | Puerto Rico |  |  |
| 1992. július 28. |  |        |        |             |  |  |

| 1992. július 28. |  | Dominikai Köztársaság | 11 – 2 | Spanyolország |  |  |
| 1992. július 28. |  |                       |        |               |  |  |

| 1992. július 28. |  | Kuba | 8 – 2 | Japán |  |  |
| 1992. július 28. |  |      |       |       |  |  |

| 1992. július 29. |  | Japán | 17 – 0 | Dominikai Köztársaság |  |  |
| 1992. július 29. |  |       |        |                       |  |  |

| 1992. július 29. |  | Puerto Rico | 2 – 0 | Olaszország |  |  |
| 1992. július 29. |  |             |       |             |  |  |

| 1992. július 29. |  | Kuba | 9 – 6 | Egyesült Államok |  |  |
| 1992. július 29. |  |      |       |                  |  |  |

| 1992. július 29. |  | Tajvan | 20 – 0 | Spanyolország |  |  |
| 1992. július 29. |  |        |        |               |  |  |

| 1992. július 31. |  | Japán | 13 – 3 | Olaszország |  |  |
| 1992. július 31. |  |       |        |             |  |  |

| 1992. július 31. |  | Tajvan | 11 – 0 | Dominikai Köztársaság |  |  |
| 1992. július 31. |  |        |        |                       |  |  |

| 1992. július 31. |  | Spanyolország | 0 – 18 | Kuba |  |  |
| 1992. július 31. |  |               |        |      |  |  |

| 1992. július 31. |  | Egyesült Államok | 8 – 2 | Puerto Rico |  |  |
| 1992. július 31. |  |                  |       |             |  |  |

| 1992. augusztus 1. |  | Kuba | 9 – 4 | Puerto Rico |  |  |
| 1992. augusztus 1. |  |      |       |             |  |  |

| 1992. augusztus 1. |  | Tajvan | 2 – 0 | Japán |  |  |
| 1992. augusztus 1. |  |        |       |       |  |  |

| 1992. augusztus 1. |  | Olaszország | 14 – 4 | Spanyolország |  |  |
| 1992. augusztus 1. |  |             |        |               |  |  |

| 1992. augusztus 1. |  | Egyesült Államok | 10 – 0 | Dominikai Köztársaság |  |  |
| 1992. augusztus 1. |  |                  |        |                       |  |  |

| 1992. augusztus 2. |  | Olaszország | 5 – 7 | Dominikai Köztársaság |  |  |
| 1992. augusztus 2. |  |             |       |                       |  |  |

| 1992. augusztus 2. |  | Spanyolország | 7 – 6 | Puerto Rico |  |  |
| 1992. augusztus 2. |  |               |       |             |  |  |

| 1992. augusztus 2. |  | Japán | 7 – 1 | Egyesült Államok |  |  |
| 1992. augusztus 2. |  |       |       |                  |  |  |

| 1992. augusztus 2. |  | Kuba | 8 – 1 | Tajvan |  |  |
| 1992. augusztus 2. |  |      |       |        |  |  |

## Rájátszás
|  |                  |                  |           |               |   |       |       |       |
|  | Elődöntők        | Elődöntők        | Elődöntők |               |   | Döntő | Döntő | Döntő |
|  | Elődöntők        | Elődöntők        | Elődöntők |               |   | Döntő | Döntő | Döntő |
|  | augusztus 4.     |                  |           |               |   |       |       |       |
|  |                  |                  |           |               |   |       |       |       |
|  | Kuba             | Kuba             | 6         |               |   |       |       |       |
|  | Kuba             | Kuba             | 6         | augusztus 5.  |   |       |       |       |
|  | Egyesült Államok | Egyesült Államok | 1         |               |   |       |       |       |
|  | Egyesült Államok | Egyesült Államok | 1         |               |   | Kuba  | Kuba  | 11    |
|  | augusztus 4.     |                  |           |               |   | Kuba  | Kuba  | 11    |
|  |                  |                  | Tajvan    | Tajvan        | 1 |       |       |       |
|  | Japán            | Japán            | Tajvan    | Tajvan        | 1 | 2     |       |       |
|  | Japán            | Japán            |           |               |   |       |       |       |
|  | Tajvan           | Tajvan           | 5         |               |   |       |       |       |
|  | Tajvan           | Tajvan           | 5         | Bronzmérkőzés |   |       |       |       |
|  |                  |                  |           |               |   |       |       |       |
|  | augusztus 5.     |                  |           |               |   |       |       |       |
|  |                  |                  |           |               |   |       |       |       |
|  | Egyesült Államok | Egyesült Államok | 3         |               |   |       |       |       |
|  | Egyesült Államok | Egyesült Államok | 3         |               |   |       |       |       |
|  | Japán            | Japán            | 8         |               |   |       |       |       |
|  | Japán            | Japán            | 8         |               |   |       |       |       |

### Elődöntők
| 29. mérkőzés 1992. augusztus 4. | 2. | Japán | 2 – 5 | Tajvan | 3. |  |
| 29. mérkőzés 1992. augusztus 4. | 2. |       |       |        | 3. |  |

| 30. mérkőzés 1992. augusztus 4. | 1. | Kuba | 6 – 1 | Egyesült Államok | 4. |  |
| 30. mérkőzés 1992. augusztus 4. | 1. |      |       |                  | 4. |  |

### Bronzmérkőzés
| 31. mérkőzés 1992. augusztus 5. | V29 | Japán | 8 – 3 | Egyesült Államok | V30 |  |
| 31. mérkőzés 1992. augusztus 5. | V29 |       |       |                  | V30 |  |

### Döntő
| 32. mérkőzés 1992. augusztus 5. | Gy30 | Kuba | 11 – 1 | Tajvan | Gy29 |  |
| 32. mérkőzés 1992. augusztus 5. | Gy30 |      |        |        | Gy29 |  |

| Az 1992. évi nyári olimpiai játékok baseballtornájának olimpiai bajnoka |
| · KUBA · 1. cím                                                         |
| ----------------------------------------------------------------------- |

## Végeredmény
| Arany | Kuba (CUB)                  | 9 | 9 | 0 | 95 | 16 | +79 |  |  |
| Ezüst | Tajvan (TPE)                | 9 | 6 | 3 | 67 | 34 | +33 |  |  |
| Bronz | Japán (JPN)                 | 9 | 6 | 3 | 70 | 23 | +47 |  |  |
| 4.    | Egyesült Államok (USA)      | 9 | 5 | 4 | 53 | 42 | +11 |  |  |
|       |                             |   |   |   |    |    |     |  |  |
| 5.    | Puerto Rico (PUR)           | 7 | 2 | 5 | 22 | 48 | –26 |  |  |
| 6.    | Dominikai Köztársaság (DOM) | 7 | 2 | 5 | 23 | 60 | –37 |  |  |
| 7.    | Olaszország (ITA)           | 7 | 1 | 6 | 25 | 62 | –37 |  |  |
| 8.    | Spanyolország (ESP)         | 7 | 1 | 6 | 15 | 85 | –70 |  |  |